# Новофастов

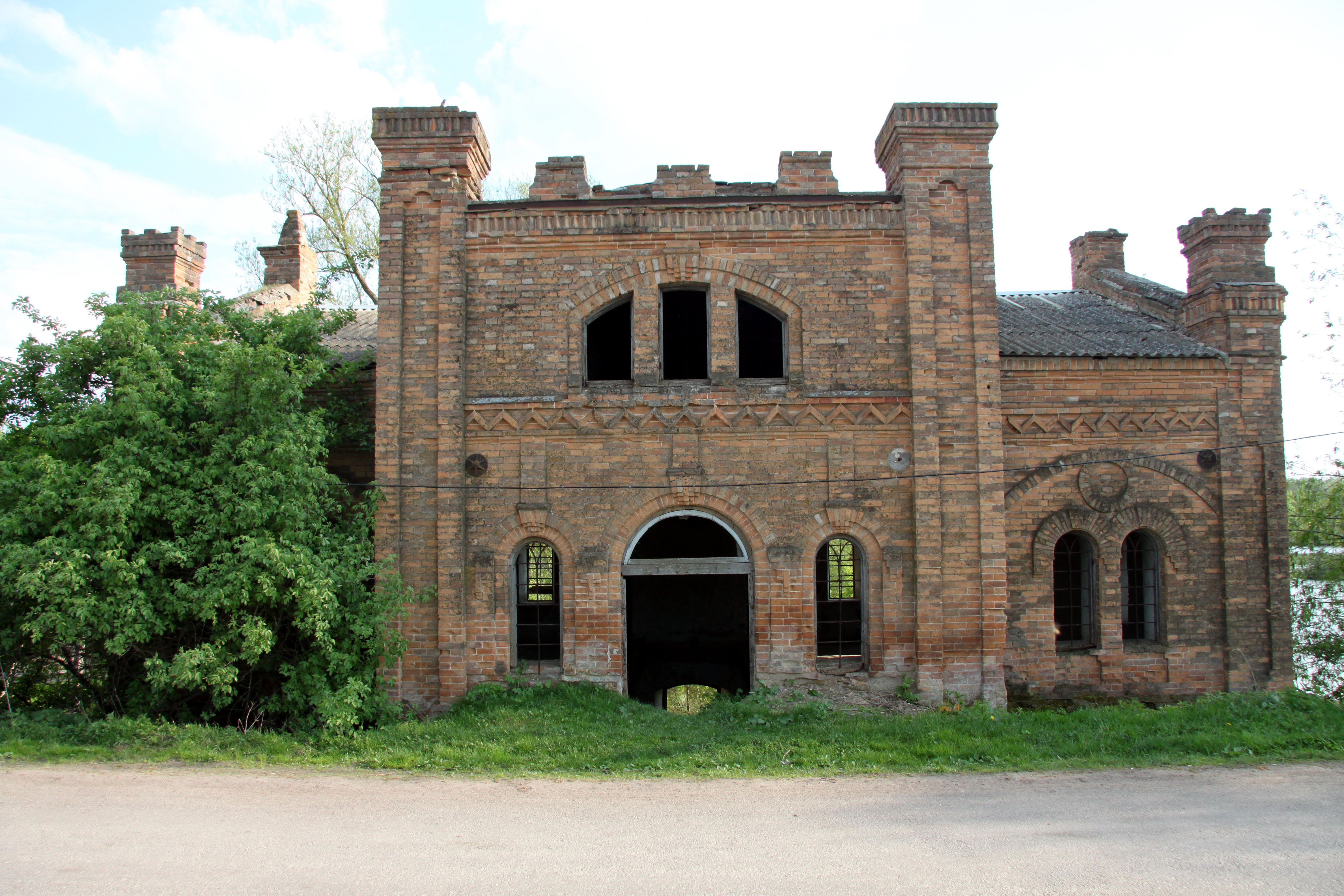
Водяная мельница

Новофа́стов (укр. Новофастів) — село в Погребищенском районе Винницкой области Украины. Расположено на правом берегу реки Ореховой, образующей в районе села Селянский пруд.
Достопримечательность села — старинная водяная мельница на берегу Селянского пруда. Построена в 1896 году помещиками Боровскими. В настоящее время здание заброшено.
Код КОАТУУ — 0523483301. Население по переписи 2001 года составляет 973 человека. Почтовый индекс — 22223. Телефонный код — 4346.
Занимает площадь 0,434 км².

## Адрес местного совета
22223, Винницкая область, Погребищенский р-н, с. Новофастов, ул. Садовая, 8